# Willi Mentz
Willi Bruno Mentz, född 30 april 1904 i Schönhagen, död 25 juni 1978 i Paderborn, tysk SS-Unterscharführer och dömd krigsförbrytare. 

## Biografi
Mentz inträdde i Nationalsocialistiska tyska arbetarepartiet (NSDAP) 1932. År 1940 fick han anställning som djurskötare vid ett av Nazitysklands eutanasiinstitut, Grafeneck. Från 1941 till 1942 var han vaktmästare vid eutanasiinstitutet i Hadamar. Vid båda dessa anstalter, som ingick i Aktion T4, deltog han även i gasningen av fysiskt och psykiskt funktionshindrade patienter. I juli 1942 förflyttades Mentz till förintelselägret Treblinka där han av Christian Wirth fick i uppgift att övervaka verksamheten i lägrets så kallade lasarett. Wirth instruerade Mentz i hur man på mest effektiva sätt dödade en lägerfånge med nackskott. Därefter blev det Mentz uppgift att utföra denna avrättningsmetod. På detta sätt mördades lägrets sjuka och gamla fångar. Mentz kom med tiden att skjuta ihjäl tusentals människor i Treblinkas ”lasarett” och fick öknamnet ”Frankenstein”.
I november 1943 upphörde mordapparaten i Treblinka, och Mentz placerades en kort tid i Sobibór. Därefter kommenderades han tillsammans med många andra lägervakter till norra Italien för att där bekämpa partisaner. Han var även stationerad i Risiera di San Sabba, ett koncentrationsläger i närheten av Trieste.
År 1964 ställdes Mentz och tio andra lägervakter från Treblinka inför rätta vid andra Treblinkarättegången i Düsseldorf, åtalade för brott mot mänskligheten. Mentz dömdes till livstids fängelse som medskyldig till massmord på minst 300 000 människor. Han släpptes 1978 och avled senare samma år.